# ポール・リム
ポール・リム（Paul Lim、Leong Hwa ("The Singapore Slinger"）1954年1月25日 - ) は、シンガポール出身のダーツ・プレイヤーである。
1990年に、BDO ワールド・プロフェッショナル・ダーツ・チャンピオンシップ (エンバシー・ワールド・チャンピオンシップ) において、ナイン・ダート・フィニッシュを達成した初のプレイヤーとして、最も記憶されている。
リムは、異なる3国のダーツ代表となった。
彼の母国であるシンガポールは、ワールド・ダーツ・フェデレイション (WDF) に加入していなかったため、一時的にパプアニューギニアのプレイヤーとしてプレイしていた。
そして、母国のプレイヤーとしてプレイする前に、カリフォルニア州に身を固め、国際試合において米国代表として戦った。

## スティール・ティップ・ダーツ

### 1982-1994（BDO/WDF時代）
1982年、彼は、ワールド・チャンピオンシップにデビューした (結果は、1ラウンド1敗退) 。
その後7年間も、良くてラウンド2敗退であった。
そして、1990年1月9日、彼はワールド・チャンピオンシップ史上初のナイン・ダート・フィニッシュをラウンド2のジャック・マッケナ戦において達成した。
また、この時が唯一、リムが準々決勝まで到達した年であった。

### 1994-2002（PDC時代）
1994年、リムはワールド・ダーツ・カウンスル (現在のPDC) に移籍する事を決め、1994 ワールド・マッチプレイにおいてデビューを飾った。
PDCにおいて、彼は全く勝てず、出場した1997年から2002年までのワールド・チャンピオンシップにおいて、1戦勝利したのみである。

### 2002-（主軸をソフト・ティップへ）
現在、フルタイムのスティール・ティップ・ダーツ・プレイヤーとして活躍はしていないが、北米で行われるPDCのトーナメント (プレイヤーズ・チャンピオンシップやワールド・クリケット・チャンピオンシップなど) には参加している。
また、アメリカのダーツ団体であるアメリカン・ダーツ・オーガニゼイション (ADO) が開催するトーナメントにも、時折参戦することがある。

#### 2013
近年はソフト・ティップ・ダーツを主軸にし、スティール・ティップ・ダーツのプレイヤーとしては一線を退いていたが、突如ソフト・ティップ・ダーツのワールド・チャンピオンとして、リムは2013 PDC ワールド・ダーツ・チャンピオンシップの参加権を得られ、11年ぶりにワールド・チャンピオンシップに参加できることになった（詳細は後述）。
PDCのウェブサイトでは、Nine-dart heroとして彼の記事が作成され、その中でリムは戻ってこられた喜びやナイン・ダート・フィニッシュの思い出、そしてワールド・チャンピオンシップへの意気込みを語っている。
Preliminary Round（ラウンド0）を4-1（レッグズ）で勝利した後、ラウンド1では最も急成長していたPDC オーダー・オヴ・メリット（PDC OoM）8位（当時）のマイケル・ヴァン・ガーウェンとの対戦となる。
この試合において、リムは170をフィニッシュする（この年、170をフィニッシュしたプレイヤーはリムを除くとフィル・テイラーのみ）など目を引く活躍をする場面もあったが、結果1セットも取れず敗戦した。
なお、ヴァン・ガーウェンはその後も勝ち進み、準決勝でナイン・ダート・フィニッシュを達成したり、この年の決勝までたどり着いた（決勝でテイラーに敗れ準優勝）。

### ナイン・ダート・フィニッシュ
1990年、リムはBDO ワールド・プロフェッショナル・ダーツ・チャンピオンシップスにおいてナイン・ダート・フィニッシュを達成した。
これは、ナイン・ダート・フィニッシュの記録として、以下のようになっている。
- テレビ中継されるトーナメントにおいて、ジョン・ロウに次いで2度目。
- ワールド・チャンピオンシップにおいて、初。
  - ワールド・チャンピオンシップにおいて、2009年にレイモンド・ファン・バルネフェルトが達成するまで唯一。
  - BDO ワールド・チャンピオンシップでは、未だに唯一（ただし、PDC ワールド・チャンピオンシップでは何度も達成されている）。

なお、このときナイン・ダート・フィニッシュによってリムが得た賞金￡52,000は、このトーナメントでワールド・チャンピオンになったフィル・テイラーの優勝賞金 (￡24,000) よりも多かった。
その後も、BDOは、ナイン・ダート・フィニッシュの賞金￡52,000をBDO ワールド・プロフェッショナル・ダーツ・チャンピオンシップスの賞金総額に加えて発表しているが、実際に支払われたのはこの時のみである。

### 戦績
以下は、ワールド・チャンピオンシップにおけるリムの戦績である。
| 年   | ラウンド | 結果      | 結果   | 対戦相手                                | 賞金               |
| 年   | ラウンド | スコア    | 平均値 | 対戦相手                                | 賞金               |
| ---- | -------- | --------- | ------ | --------------------------------------- | ------------------ |
| 1982 | 1        | 0 - 2 (s) | 78.90  | デイブ・ウィットコム (83.76)            | ￡350              |
| 1983 | 1        | 2 - 0 (s) | 70.80  | トニー・スクーゼ (69.06)                | ￡700              |
| 1983 | 2        | 1 - 3 (s) | 76.50  | クリフ・ラザレンコ (83.58)              | ￡700              |
| 1984 | 1        | 0 - 2 (s) | 79.20  | マイク・グレゴリー (89.40)              | ￡450              |
| 1985 | 1        | 0 - 2 (s) | 83.16  | クリフ・ラザレンコ (89.22)              | ￡500              |
| 1986 | 1        | 3 - 1 (s) | 81.39  | スティーブ・ブレナン (80.28)            | ￡1,200            |
| 1986 | 2        | 0 - 3 (s) | 81.06  | ピーター・ロック (84.48)                | ￡1,200            |
| 1987 | 1        | 3 - 1 (s) | 77.07  | ケシ・ヘイナハリュ (77.58)              | ￡1,400            |
| 1987 | 2        | 0 - 3 (s) | 86.40  | ボブ・アンダーソン (84.48)              | ￡1,400            |
| 1988 | 1        | 3 - 0 (s) | 88.53  | ステファン・ロード (79.83)              | ￡1,600            |
| 1988 | 2        | 1 - 3 (s) | 81.84  | ジョン・ロウ (80.70)                    | ￡1,600            |
| 1989 | 1        | 3 - 0 (s) | 88.23  | クリス・ジョンズ (82.74)                | ￡1,900            |
| 1989 | 2        | 2 - 3 (s) | 89.73  | ジョン・ロウ (91.65)                    | ￡1,900            |
| 1990 | 1        | 3 - 2 (s) | 83.55  | レイ・バティー (80.19)                  | ￡3,000 + ￡52,000 |
| 1990 | 2        | 3 - 2 (s) | 80.97  | ジャック・マッケナ (78.66)              | ￡3,000 + ￡52,000 |
| 1990 | 準々決勝 | 0 - 4 (s) | 77.73  | クリフ・ラザレンコ (81.75)              | ￡3,000 + ￡52,000 |
| 1991 | 1        | 0 - 3 (s) | 83.07  | アラン・ウォリナー＝リトル (96.84)      | ￡1,500            |
| 1992 | 1        | 3 - 1 (s) | 86.34  | ボブ・シンネーブ (83.43)                | ￡2,600            |
| 1992 | 2        | 0 - 3 (s) | 79.74  | ジョン・ロウ (92.82)                    | ￡2,600            |
| 1994 | 1        | 3 - 0 (s) | 84.84  | ジム・デァンモア (80.19)                | ￡2,800            |
| 1994 | 2        | 0 - 3 (s) | 79.11  | ジョン・パート (83.22)                  | ￡2,800            |
| 1997 | Group    | 1 - 3 (s) | 82.74  | ジョン・ロウ (83.46)                    | ￡1,250            |
| 1997 | Group    | 2 - 3 (s) | 87.75  | ジェイミー・ハーヴェイ (87.33)          | ￡1,250            |
| 1998 | Group    | 0 - 3 (s) | 84.30  | ピーター・エヴィソン (82.98)            | ￡1,500            |
| 1998 | Group    | 1 - 3 (s) | 81.42  | ジョン・パート (81.42)                  | ￡1,500            |
| 1999 | 1        | 0 - 3 (s) | 78.06  | ジョン・ロウ (87.06)                    | ￡1,250            |
| 2000 | 1        | 0 - 3 (s) | 85.89  | アラン・ウォリナー＝リトル (92.25)      | ￡1,350            |
| 2001 | 1        | 3 - 1 (s) | 89.49  | ダン・ラウビー (80.94)                  | ￡2,000            |
| 2001 | 2        | 2 - 3 (s) | 85.74  | アラン・ウォリナー＝リトル (84.60)      | ￡2,000            |
| 2002 | 1        | 0 - 4 (s) | 78.39  | デニス・スミス (86.49)                  | ￡2,500            |
| 2013 | 0        | 4 - 1 (l) | 79.69  | モハマッ・ラティフ・サプップ (65.58)    | ￡6,000            |
| 2013 | 1        | 0 - 3 (s) | 87.60  | マイケル・ヴァン・ガーウェン (90.64)    | ￡6,000            |
| 2014 | 0        | 2 - 4 (l) | 75.26  | 橋本守容 (84.26)                        | ￡3,500            |
| 2016 | 0        | 1 - 2 (s) | 88.26  | アレクサンドル・オレシュキン (89.33)    | ￡4,250            |
| 2018 | 0        | 2 - 0 (s) | 86.25  | カイ・ファン・レオン (81.74)            | ￡18,500           |
| 2018 | 1        | 3 - 2 (s) | 95.98  | マーク・ウェブスター (91.67)            | ￡18,500           |
| 2018 | 2        | 1 - 4 (s) | 90.60  | ゲイリー・アンダーソン (97.46)          | ￡18,500           |
| 2019 | 1        | 1 - 3 (s) | 91.28  | ロス・スミス (91.89)                    | ￡7,500            |
| 2020 | 1        | 0 - 3 (s) | 93.14  | ルーク・ウッドハウス (96.02)            | ￡7,500            |
| 2021 | 1        | 3 - 2 (s) | 89.77  | ルーク・ハンフリーズ (92.28)            | ￡15,000           |
| 2021 | 2        | 0 - 3 (s) | 88.98  | ディミトリ・バン・デン・バーグ (105.61) | ￡15,000           |
| 2022 | 1        | 2 - 3 (s) | 79.35  | ジョー・マーナン (79.33)                | ￡7,500            |

## 主な成績

### BDO世界選手権
- 9勝12敗 出場12回
- 優勝: 無し
- 準優勝: 無し
- ベスト4: 無し
- ベスト8: 1回 (1990)

### ワールド・マスターズ
- 18勝12敗 出場12回
- 優勝: 無し
- 準優勝: 無し
- ベスト4: 無し
- ベスト8: 無し

### MFIワールド・マッチプレー
- 1勝4敗 出場4回
- 優勝: 無し
- 準優勝: 無し
- ベスト4: 無し
- ベスト8: 1回 (1986)

### PDC世界選手権
- 5勝16敗 出場14回
- 優勝: 無し
- 準優勝: 無し
- ベスト4: 無し
- ベスト8: 無し

### ワールドマッチプレー
- 5勝7敗 出場7回
- 優勝: 無し
- 準優勝: 無し
- ベスト4: 無し
- ベスト8: 1回 (1995)

### ワールドグランプリ
- 0勝3敗 出場2回
- 優勝: 無し
- 準優勝: 無し
- ベスト4: 無し
- ベスト8: 無し

### ラスベガス・デザート・クラシック
- 0勝1敗 出場1回
- 優勝: 無し
- 準優勝: 無し
- ベスト4: 無し
- ベスト8: 無し

### 年度別成績
| 年   | BDO | BDO  | BDO | PDC | PDC | PDC | PDC | PDC | 年度末順位 |
| 年   | WPC | WM   | MFI | WDC | WMP | WG  | LAS | WC  | 年度末順位 |
| ---- | --- | ---- | --- | --- | --- | --- | --- | --- | ---------- |
| 1980 | NJ  | RR   | NH  | NH  | NH  | NH  | NH  | NH  | -          |
| 1981 | NJ  | L16  | NH  | NH  | NH  | NH  | NH  | NH  | -          |
| 1982 | L32 | L32  | NH  | NH  | NH  | NH  | NH  | NH  | -          |
| 1983 | L16 | L64  | NH  | NH  | NH  | NH  | NH  | NH  | -          |
| 1984 | L32 | L128 | NJ  | NH  | NH  | NH  | NH  | NH  | -          |
| 1985 | L32 | L16  | L16 | NH  | NH  | NH  | NH  | NH  | -          |
| 1986 | L16 | L64  | QF  | NH  | NH  | NH  | NH  | NH  | -          |
| 1987 | L16 | L16  | L16 | NH  | NH  | NH  | NH  | NH  | -          |
| 1988 | L16 | L16  | L16 | NH  | NH  | NH  | NH  | NH  | -          |
| 1989 | L16 | L32  | NH  | NH  | NH  | NH  | NH  | NH  | -          |
| 1990 | QF  | NJ   | NH  | NH  | NH  | NH  | NH  | NH  | -          |
| 1991 | L32 | NJ   | NH  | NH  | NH  | NH  | NH  | NH  | -          |
| 1992 | L16 | NJ   | NH  | NH  | NH  | NH  | NH  | NH  | -          |
| 1993 | NJ  | RR   | NH  | NH  | NH  | NH  | NH  | NH  | -          |
| 1994 | L16 | NJ   | NH  | NJ  | L16 | NH  | NH  | NH  | 25         |
| 1995 | NJ  | NJ   | NH  | NJ  | QF  | NH  | NH  | NH  | 16         |
| 1996 | NJ  | NJ   | NH  | NJ  | L16 | NH  | NH  | NH  | 12         |
| 1997 | NJ  | NJ   | NH  | GS  | L16 | NH  | NH  | NH  | 14         |
| 1998 | NJ  | NJ   | NH  | GS  | L32 | L16 | NH  | NH  | 17         |
| 1999 | NJ  | NJ   | NH  | L32 | L32 | GS  | NH  | NH  | 20         |
| 2000 | NJ  | NJ   | NH  | L32 | NJ  | NJ  | NH  | NH  | 25         |
| 2001 | NJ  | NJ   | NH  | L16 | L32 | NJ  | NH  | NH  | 32         |
| 2002 | NJ  | L64  | NH  | L32 | NJ  | NJ  | NJ  | NH  | 38         |
| 2003 | NJ  | NJ   | NH  | NJ  | NJ  | NJ  | NJ  | NH  | 77         |
| 2004 | NJ  | NJ   | NH  | NJ  | NJ  | NJ  | L32 | NH  | 142        |
| 2005 | NJ  | NJ   | NH  | NJ  | NJ  | NJ  | NJ  | NH  | 177        |
| 2006 | NJ  | NJ   | NH  | NJ  | NJ  | NJ  | NJ  | NH  | 412        |
| 2007 | NJ  | NJ   | NH  | NJ  | NJ  | NJ  | NJ  | NH  | 413        |
| 2008 | NJ  | NJ   | NH  | NJ  | NJ  | NJ  | NJ  | NH  | 186        |
| 2009 | NJ  | NJ   | NH  | NJ  | NJ  | NJ  | NJ  | NH  | 182        |
| 2010 | NJ  | NJ   | NH  | NJ  | NJ  | NJ  | NH  | NJ  | 146        |
| 2011 | NJ  | NJ   | NH  | NJ  | NJ  | NJ  | NH  | NH  | 157        |
| 2012 | NJ  | NJ   | NH  | NJ  | NJ  | NJ  | NH  | NJ  | 101        |
| 2013 | NJ  | NJ   | NH  | L64 | NJ  | NJ  | NH  | NJ  | 92         |
| 2014 | NJ  | NJ   | NH  | RR  | NJ  | NJ  | NH  | L16 | -          |
| 2015 | NJ  | NJ   | NH  | NJ  | NJ  | NJ  | NH  | L32 | 155        |
| 2016 | NJ  | NJ   | NH  | RR  | NJ  | NJ  | NH  | L16 | -          |
| 2017 | NJ  | NJ   | NH  | NJ  | NJ  | NJ  | NH  | QF  | 103        |
| 2018 | NJ  | NJ   | NH  | L32 | NJ  | NJ  | NH  | L16 | 133        |
| 2019 | NJ  | NJ   | NH  | L96 | NJ  | NJ  | NH  | L16 | 138        |
| 2020 | NJ  | NJ   | NH  | L96 | NJ  | NJ  | NH  | NJ  | 105        |
| 2021 | NJ  | NJ   | NH  | L64 | NJ  | NJ  | NH  | L16 | 126        |
| 2022 | NJ  | NJ   | NH  | L96 | NJ  | NJ  | NH  | L32 | -          |
| 2023 | NJ  | NJ   | NH  | NJ  | NJ  | NJ  | NH  | GS  | -          |
| 2024 | NJ  | NJ   | NH  | NJ  | NJ  | NJ  | NH  | GS  | -          |

注: 表中のNHは不開催, NJは非参加, QFは準々決勝敗退, SFは準決勝敗退, Fは準優勝, Wは優勝, GSはグループステージ敗退, RRは予選ラウンド敗退を示す。トーナメント表記は以下の通りである。なお、年度末順位はPDCのものだけである。
WPC: BDOワールド・プロフェッショナル・ダーツ・チャンピオンシップス, WM: ワールド・マスターズ, MFI: MFIワールド・マッチプレイ, WDC: PDCワールド・ダーツ・チャンピオンシップ, WMP: ワールド･マッチプレイ, WG: ワールド・グランプリ, LAS: ラスベガス・デザート・クラシック, UK: UKオープン, WC: PDCワールド・カップ・オブ・ダーツ

## ソフト・ティップ・ダーツ
2012年現在、リムは、ソフト・ティップ・ダーツに主軸をおき活躍している。
米国で行われるメダリスト・ワールド・チャンピオンシップ・グランド・マスター・シングルズにおける6回の優勝を筆頭に、日本で行われたDMCのトーナメントなどでも優勝している。
また、ソフト・ティップ・ダーツにおけるフィル・テイラーとの対戦もMJ TOURNAMENT 2004のGRAND MASTER決勝で実現しているが、敗北している。

### ダーツライブ
ダーツライブ社との関係は深く、DARTSLIVE.TVやダーツライブの発行する冊子などにしばしば登場する（ダーツライブの紹介では、リムの肩書きを世界チャンピオンとしているが、前述のようにスティール・ティップ・ダーツでワールド・チャンピオンになったことは、一度もない）。
ダーツライブ関連におけるリムはどちらかといえばプレイヤーではなく指導や解説をする役割を担っていたが、2011年からダーツライブがソフト・ティップ・ダーツのワールド・チャンピオンシップであるTHE WORLDを開催するようになってからは、リムもプレイヤーとして参戦するようになった。
また、現在リムは、DARTSLIVE OFFICIAL PLAYERにもなっており、同じくDARTSLIVE OFFICIAL PLAYERの村松治樹らとダーツライブの新ゲーム紹介動画に登場するなど、それまで以上にリムの姿が見られるようになった。
さらに、2012年、プロフェッショナル・ダーツ・コーポレイション (PDC) とダーツライブがパートナーシップを結んだことにより、リムはソフト・ティップ・ダーツのワールド・チャンピオンとして2002年から11年ぶりにダーツにおける最高峰のトーナメントであるPDC ワールド・ダーツ・チャンピオンシップに参加できることになり、2013年のラウンド0 (Preliminary Round) に配置された（試合結果は前述）。

#### SUPER DARTS
リムは2009年まで、SUPER DARTS開催時には来日し、舞台上に姿を見せていたこともある。
プレイヤーとして参戦することは無く、コイン・トスなどの役割を担っていた。
一時、SUPER DARTS関連に登場しなかったが、2011 SUPER DARTS決勝のDARTSLIVE.TVにおける解説で再登場している。

#### THE WORLD
2011年より、全8回あるSTAGEと呼ばれる予選とその結果上位100名が出場できるGRAND FINALからなるソフト・ダーツのワールド・チャンピオンシップ・シリーズTHE WORLDをダーツライブ（正確にはDARTSLIVE ASIA）が開催するようになった。
2011年度のGRAND FINALでは、リムは決勝において勝見翔を打ち破り、THE WORLDの初代チャンピオンとなった。
日本ではそれまでリムのワールド・チャンピオンという呼称は様々な場所で使われていたものの、スティール・ティップ・ダーツのワールド・チャンピオンシップで優勝経験のないリムがなぜそう呼ばれるかあまり知られておらず曖昧なままだったが（日本ではメダリストが開催するソフト・ティップ・ダーツのワールド・チャンピオンシップにおいてリムが6度優勝したことはおろか、メダリストのワールド・チャンピオンシップそのものがあまり知られていない）、この新設されたトーナメントのタイトルを獲得したことで、明白でよく知られた根拠が生まれる結果にもなった。
また、PDCも記事の中でTHE WORLDで優勝したリムをcurrent World Soft-Tip ChampionやDARTSLIVE World Soft-Tip Championとしている。
なお、2012年は準決勝においてこの年優勝することとなる鈴木猛大に敗北し、このタイトルを失っている。

##### 戦績
以下は、THE WORLDにおけるリムの戦績である。
ポイントは参加ポイントなどが存在するため、各STAGEの結果によって得られたポイント合計の和はGRAND FINAL出場可否が判断されるポイントランキングの最終結果と一致していない。
また、THE WORLD 14は701を14ダーツでフィニッシュ達成した場合のTHE WORLDにおける呼称であり、これを達成したプレイヤーは順位による賞金とは別に1試合につきHKD 3,000が与えられる。
| 年   | STAGE              | 結果     | ポイント | その他       | 賞金                          |
| ---- | ------------------ | -------- | -------- | ------------ | ----------------------------- |
| 2011 | STAGE 1            | 準々決勝 | 12       | -            | HKD 4,000                     |
| 2011 | STAGE 2            | ラスト32 | 5        | -            | HKD 500                       |
| 2011 | STAGE 3            | 準々決勝 | 12       | -            | HKD 4,000                     |
| 2011 | STAGE 4            | ラスト32 | 5        | -            | HKD 500                       |
| 2011 | STAGE 5            | 準々決勝 | 12       | -            | HKD 4,000                     |
| 2011 | STAGE 6            | 優勝     | 25       | WORLD 14 x 2 | HKD 100,000 + HKD 3,000 x 2   |
| 2011 | STAGE 7            | ラスト16 | 8        | -            | HKD 1,500                     |
| 2011 | STAGE 8            | ラスト16 | 8        | -            | HKD 1,500                     |
| 2011 | ポイントランキング | 4位      | 102      | -            | (GRAND FINAL出場可)           |
| 2011 | GRAND FINAL        | 優勝     | -        | WORLD 14 x 2 | HKD 1,000,000 + HKD 3,000 x 2 |
| 2012 | STAGE 1            | 優勝     | 25       | WORLD 14     | HKD 100,000 + HKD 3,000       |
| 2012 | STAGE 2            | ラスト32 | 5        | -            | HKD 0                         |
| 2012 | STAGE 3            | 準決勝   | 16       | -            | HKD 12,000                    |
| 2012 | STAGE 4            | 不参加   | 0        | -            | HKD 0                         |
| 2012 | STAGE 5            | 準優勝   | 20       | WORLD 14     | HKD 32,000 + HKD 3,000        |
| 2012 | STAGE 6            | 準優勝   | 20       | -            | HKD 32,000                    |
| 2012 | STAGE 7            | ラスト8  | 12       | WORLD 14 x 2 | $ 4,000 + $ 300 x 2           |
| 2012 | STAGE 8            | 準優勝   | 20       | WORLD 14     | HKD 32,000 + HKD 3,000        |
| 2012 | ポイントランキング | 2位      | 125      | -            | (GRAND FINAL出場可)           |
| 2012 | GRAND FINAL        | 準決勝   | -        | WORLD 14     | HKD 100,000 + HKD 3,000       |

## 出演

### ゲーム
- 龍が如く６　命の詩。（2016年、セガゲームス）[50] - ポール・リム 役